# Posoqueria
Posoqueria es un género de plantas del orden Gentianales de la familia Rubiaceae.

## Especies más conocidas
- Posoqueria coriacea
- Posoqueria latifolia
- Posoqueria longiflora
- Posoqueria multiflora